# Piotr Rysiukiewicz

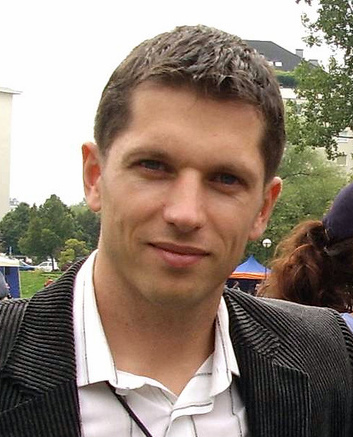
Piotr Rysiukiewicz (2007)

Piotr Grzegorz Rysiukiewicz (* 14. Juli 1974 in Świebodzin) ist ein polnischer Leichtathlet und Olympiateilnehmer.
Piotr Rysiukiewicz war 2002 polnischer Meister im 400-Meter-Lauf. Im selben Jahr war er bei den Halleneuropameisterschaften Vierter geworden.
Seine internationalen Erfolge erreichte er mit der polnischen 4-mal-400-Meter-Staffel, in der er jahrelang als Startläufer eingesetzt wurde. Mittlerweile läuft er an Position drei.

## Erfolge mit der Staffel
- 1994: Platz 6 Europameisterschaften
- 1995: Platz 5 Weltmeisterschaften
- 1996: Platz 6 Olympische Spiele
- 1997: Platz 4 Weltmeisterschaften
- 1998: Platz 2 Europameisterschaften
- 1999: Platz 2 Hallenweltmeisterschaften
- 2001: Platz 1 Hallenweltmeisterschaften
- 2001: Platz 4 Weltmeisterschaften
- 2002: Platz 1 Halleneuropameisterschaften
- 2002: Finalteilnahme (Schlussläufer wurde wegen Rempelns disqualifiziert) Europameisterschaften
- 2005: Platz 5 Weltmeisterschaften
- 2006: Platz 3 Europameisterschaften

Piotr Rysiukiewicz ist 1,76 m groß. Seine Bestleistung über 400 Meter liegt bei 45,54 s.